# Josef Zieleniec
Josef Zieleniec (ur. 28 kwietnia 1946 w Moskwie) – czeski ekonomista, polityk, nauczyciel akademicki i parlamentarzysta; były minister spraw zagranicznych, deputowany do Parlamentu Europejskiego VI kadencji (2004–2009).

## Życiorys
Absolwent Wyższej Szkoły Ekonomii w Pradze (VSE) z 1974. W 1986 uzyskał stopień kandydata nauk w Czechosłowackiej Akademii Nauk. Od 1973 był pracownikiem naukowym, w 1991 został starszym wykładowcą na Uniwersytecie Karola w Pradze. Rok wcześniej na tej uczelni założył centrum naukowe CERGE-EI, w którym objął stanowisko dyrektora.
W latach 1992–1997 był ministrem spraw zagranicznych Republiki Czeskiej, od 1996 jednocześnie zajmował stanowisko wicepremiera. W tym czasie pełnił także funkcję wiceprzewodniczącego Obywatelskiej Partii Demokratycznej. W latach 1996–2000 sprawował mandat deputowanego do Izby Poselskiej, zaś następnie do 2004 był członkiem Senatu.
W wyborach w 2004 został wybrany do Parlamentu Europejskiego z listy ugrupowania SNK Europejscy Demokraci. Zasiadał w grupie chadeckiej oraz w Komisji Spraw Zagranicznych.